# DREAM PRICE 1000 南沙織 色づく街
『DREAM PRICE 1000 南沙織 色づく街』（ドリーム プライス せん みなみさおり いろづくまち）は、南沙織のミニベスト・アルバム。2001年10月11日発売。発売元はSony Music House。規格品番はMHCL-4。

## 解説
ソニー・ミュージックハウス（現ソニー・ミュージックダイレクト）から「新シリーズ【DREAM PRICE 1000】オリジナル・ヒット6曲入りベスト、まさに夢の価格￥1,000で登場!」と喧伝された廉価版ミニ・ベスト“DREAM PRICE 1000”シリーズの1作。南沙織は計2作が発売されており、本作は1973年のシングル・レコード「傷つく世代」から継続的な活動を停止し現役引退をした1978年の「春の予感 -I've been mellow-」まで、1970年代中期から後期にかけての全6曲を収録している。
同時に1970年代初期のシングルを収録した『DREAM PRICE 1000 南沙織 17才』（MHCL-3）が発売された。
通常のCDショップのほか、都心型ターミナル駅コンコースや高速道路内売店などで販売されていることも多かった。既に生産は中止されている。
CDジャケットと同様の衣装を着衣している姿は、シングル「ひとかけらの純情」（1973年12月5日発売：SOLB90）を発売した頃に多く見られた。

## 収録曲
1. 傷つく世代（2分37秒）[4]
  - 作詞: 有馬三恵子、作曲・編曲: 筒美京平
2. 色づく街（2分50秒）
  - 作詞: 有馬三恵子、作曲・編曲: 筒美京平
3. ひとかけらの純情（3分5秒）
  - 作詞: 有馬三恵子、作曲・編曲: 筒美京平
4. 人恋しくて（4分22秒）
  - 作詞: 中里綴、作曲: 田山雅充、編曲: 水谷公生
5. 哀しい妖精（3分41秒）
  - 作詞: 松本隆、作曲: ジャニス・イアン、編曲: 萩田光雄
6. 春の予感‐I've been mellow‐（3分9秒）
  - 作詞・作曲・編曲: 尾崎亜美

## 関連作品
シングルA面曲のみ収録された主なベスト・アルバム（LP/CD）
- 南沙織ヒット全曲集 -1975年版-
- シンシア・メモリー
- THE BEST / 南沙織 -1978年6月版-
- THE BEST / 南沙織 -1979年6月版-
- THE BEST / again 南沙織
- 南沙織ベスト・コレクション
- DREAM PRICE 1000 南沙織 17才
- 南沙織 スーパー・ベスト
- 南沙織 BEST OF BEST